# Pa ŵr yw’r porthor?
Pa ŵr yw’r porthor? [pa uːr iur 'porθor] („Wer ist der Torwächter?“), in älterer Sprache Pa Gwr yw y Porthawr, ist der Titel eines Gedichtes aus der Walisischen Mythologie. Es ist vor 1100 entstanden, in einem unvollständigen Manuskript im Llyfr Du Caerfyrddin („Das Schwarze Buch von Carmarthen“) aus 1250 überliefert und zählt deshalb vermutlich zu den ältesten erhaltenen Artus-Sagen.

## Inhalt
Der Titel der Erzählung, Pa ŵr yw’r porthor?, ist die erste Zeile des Gedichtes. König Arthur kommt mit Gefolgsleuten zu einer Burg und begehrt beim Torwächter Glewlwyd Gafaelfawr Einlass. Dieser verlangt jedoch, dass Arthur ihm vorher alle seine Begleiter vorstelle.
„Wer ist der Pförtner?“ – „Glewlwyd Gavaelvawr. Wer fragt?“ – „Arthur und der schöne Kei.“ – „Wer ist mit euch?“ – „Die besten Männer der Welt.“ – „Du kommst [mir] nicht in mein Haus! Wenn du sie mir nicht zeigst!“ – „Ich werde mich verbürgen und du wirst sie sehen, […]“
Daraufhin nennt Arthur die Namen seiner Begleiter, u. a. von Bedwyr fab Bedrawg, Cei fab Cynyr, Mabon fab Modron und Manawydan, auch erzählt er einige ihrer Heldentaten.
Diese Erzählung gehört zu den ältesten Sagen um Arthur aus den walisischen Überlieferungen, nach der Ansicht der meisten Forscher ist sie aus vornormannischer Zeit. Das schlüssige Argument dafür ist, dass im Gegensatz zu jüngeren Erzählungen französische Lehn- und Fremdwörter fehlen, sowie eine archaische kymrische Grammatik verwendet wird. Die Person des Glewlwyd Gafaelfawr ist hier der Torwächter eines fremden Gebäudes, in den Sagen Iarlles y Ffynnawn („Die Herrin der Quelle“), Gereint fab Erbin („Gereint, der Sohn des Erbin“) und Mal y kavas Kulhwch Olwen („Wie Kulhwch Olwen errungen hat“) ist er der Hüter der Arthur-Burg.
Bei diesen „Türhütergesprächen“ (Birkhan) handelt es sich um immer wiederkehrende Versatzstücke keltischer heroischer Dichtung. Auch Lugh kann sich erst auf diese Weise den Zutritt zu den Túatha Dé Danann und die Königswürde verschaffen.